# Femeia din Ursa Mare
Femeia din Ursa Mare este un film românesc din 1982 regizat de Adrian Petringenaru. Rolurile principale au fost interpretate de actorii Florina Cercel, Dorel Vișan și Emanoil Petruț.

## Distribuție
Distribuția filmului este alcătuită din:
- Florina Cercel — Maria, o țărancă tânără din Țara Oașului, care a fost crescută de muncitorii forestieri și are grijă de treburile casnice ale coloniei
- Dorel Vișan — Nicolae Murgu, artificier pe șantierul de construcții
- Emanoil Petruț — Anton Ciortea, șeful de brigadă al șantierului de construcții
- Petru Felezeu — baciul Mihai Urca, conducătorul coloniei de muncitori forestieri
- Ioana Crăciunescu — Ana Ciortea, soția lui Anton, amanta lui Murgu
- Matei Alexandru — ing. Constant, directorul șantierului de construcții
- Simion Hetea — Zdrenghea, contabilul șantierului de construcții
- András Török⁠(hu)[traduceți] — Ghio, muncitorul forestier care afirmă că nu a văzut nicio decorație (menționat Andrei Török)
- Alexandru Virgil Platon — muncitor forestier 1 (menționat Al. Virgil Platon)
- Octavian Cosmuța — muncitor forestier 2
- Rodica Popescu Bitănescu — dna Marinescu, fosta soție a lui Murgu (menționată Rodica Popescu)
- Marietta Rareș — Parasta, mama Mariei (menționată Marieta Rareș)
- Tudor Petruț — Văsâi, muncitor forestier tânăr
- Adrian Ștefănescu — Stan, tehnician topograf, secretarul organizației de partid a șantierului de construcții
- Igor Dobrescu — muncitor forestier 3
- Mihai Oroveanu
- Gheorghe Oprea
- Sandu Lungu
- Ștefan Velniciuc — poștașul comunei
- Niță Pampu — muncitor forestier 4
- Gheorghe Mazilu — muncitor forestier 5
- Constantin Toma
- Dumitru Modruș
- Anton Tănase
- Titus Gorgoi
- Ioan Mureșan
- Coloman Totu
- Ricardo Jigmond — copil
- Marius Ilinca — copil

## Primire
Filmul a fost vizionat de 1.772.819 spectatori de spectatori în cinematografele din România, după cum atestă o situație a numărului de spectatori înregistrat de filmele românești de la data premierei și până la data de 31 decembrie 2014 alcătuită de Centrul Național al Cinematografiei.